# Cabanes (kommunhuvudort)
Cabanes är en kommunhuvudort i Spanien.   Den ligger i provinsen Província de Castelló och regionen Valencia, i den östra delen av landet, 300 km öster om huvudstaden Madrid. Cabanes ligger 276 meter över havet och antalet invånare är 2 609.
Terrängen runt Cabanes är kuperad åt sydost, men åt nordväst är den platt. Runt Cabanes är det glesbefolkat, med 18 invånare per kvadratkilometer. Närmaste större samhälle är Orpesa/Oropesa del Mar, 11,0 km sydost om Cabanes. Trakten runt Cabanes består i huvudsak av gräsmarker.